# Masaaki Ōsawa
Pour les articles homonymes, voir Osawa.
Masaaki Ōsawa (大沢 正明, Ōsawa Masaaki) est un homme politique japonais, né le 21 janvier 1946 à Ōta.
Il est élu au poste de gouverneur de la préfecture de Gunma en 2007.